# Retiro (Chili)
Retiro is een gemeente in de Chileense provincie Linares in de regio Maule. Retiro telde 19.974 inwoners in 2017 en heeft een oppervlakte van 827 km².